# Françoise Aron Ulam
Françoise Aron Ulam (8 de marzo de 1918, París - 30 de abril de 2011) fue una matemática,  periodista y profesora polaca.
En 1939, ella vino a EE. UU. como estudiante de intercambio. Estudió en el Mills College y en el Mount Holyoke College, obteniendo una maestría en literatura comparada. 
En 1941, conoció a su colega Stanislaw Ulam, y se casaron. En 1943, los Ulams se mudaron de Los Álamos a Santa Fe tras la participación de Stanislaw en el Proyecto Manhattan en Los Álamos en su inicio. Allí, Francoise se convirtió en parte de la comunidad internacional de científicos y matemáticos durante la Era atómica. Al igual que muchas de las esposas de Manhattan Project, al principio sabía muy poco sobre el propósito del "Gadget", como la bomba era conocida en ese momento. Ella se dedicó a crear un hogar ya criar a un bebé en el sudoeste estadounidense, desarrollando gusto por las computadoras, el yoga y el feldenkrais.
En 1984, cuando su marido murió, Françoise arregló con el Instituto Santa Fe para que recibieran la biblioteca de Stanislaw Ulam. El 30 de abril de 2011, Françoise murió en El Castillo, de 93 años. Françoise fue enterrada en París.

## Libros
- Ulam, Françoise. Analogies Between Analogies: The Mathematical Reports of S.M. Ulam and his Los Alamos Collaborators (Los Alamos Series in Basic and Applied Sciences) . 1990.ISBN 978-0520052901

- Ulam, Françoise. De paris a los alamos une odysse franco-americaine (ed. francesa).  ISBN 978-2738459626

- Ulam, Françoise. Adventures of a Mathematician.  1991. ISBN 978-0520071544